# Clossiana pardopsis
Clossiana pardopsis är en fjärilsart som beskrevs av Holland 1928. Clossiana pardopsis ingår i släktet Clossiana och familjen praktfjärilar. Inga underarter finns listade i Catalogue of Life.